# Carl Allmann
Carl Heinrich Allmann (* 7. September 1911 in Antwerpen; † 8. Januar 1999) war ein deutscher Kommunalpolitiker und ehrenamtlicher Landrat (CDU).

## Leben und Beruf
Allmann war der Sohn des aus Hartegasse stammenden Hotelbesitzers Franz Hubert Allmann und seiner Ehefrau Catharina, geb. Müller. Nach dem Schulbesuch und der Ausbildung war Allmann bei der Kraftverkehr Wupper-Sieg AG tätig. Er war Mitglied des Vorstandes der Aktiengesellschaft. 
Mitglied des Kreistages des Rheinisch-Bergischen Kreises war er von 1952 bis zur Gebietsreform am 31. Dezember 1974. Vom 10. November 1958 bis zum 31. März 1962 war er Landrat des Kreises. Ab 1949 bis 1979 war Allmann Bürgermeister des Amtes Engelskirchen. 
Allmann war in verschiedenen Gremien des Landkreistages NRW tätig.

## Sonstiges
Am 26. Oktober 1969 wurde Allmann das Bundesverdienstkreuz I. Klasse verliehen.